# Ladoga prorsa
Ladoga prorsa är en fjärilsart som beskrevs av Carl von Linné 1764. Ladoga prorsa ingår i släktet Ladoga och familjen praktfjärilar. Inga underarter finns listade i Catalogue of Life.